# Nová Buková
Nová Buková é uma comuna checa localizada na região de Vysočina, distrito de Pelhřimov.